# (4430) Govoroukhine

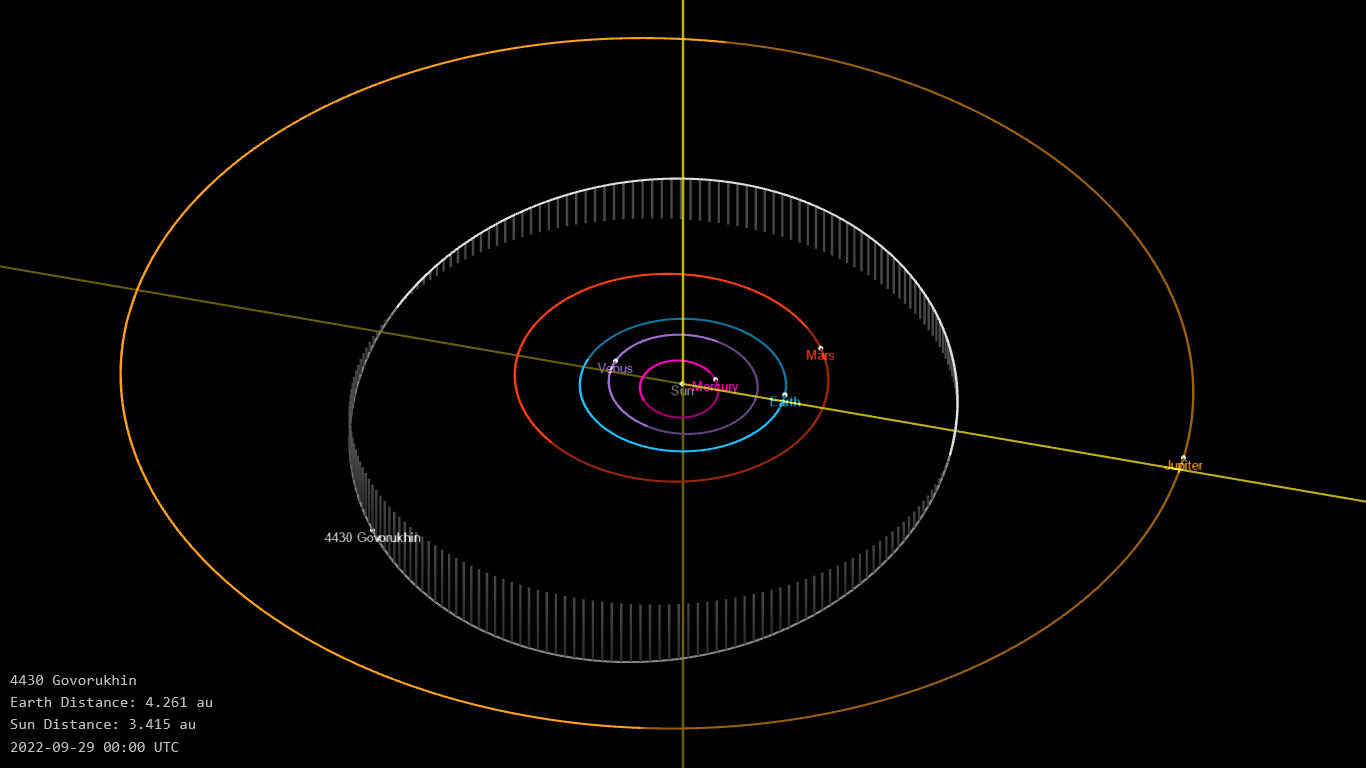
(4430) Govoroukhine

(4430) Govoroukhine est un astéroïde de la ceinture principale.

## Description
(4430) Govoroukhine est un astéroïde de la ceinture principale. Il fut découvert le 26 septembre 1978 à Naoutchnyï par Lioudmila Jouravliova. Il présente une orbite caractérisée par un demi-grand axe de 2,99 UA, une excentricité de 0,17 et une inclinaison de 12,7° par rapport à l'écliptique.

## Compléments